# 原始惑星系円盤

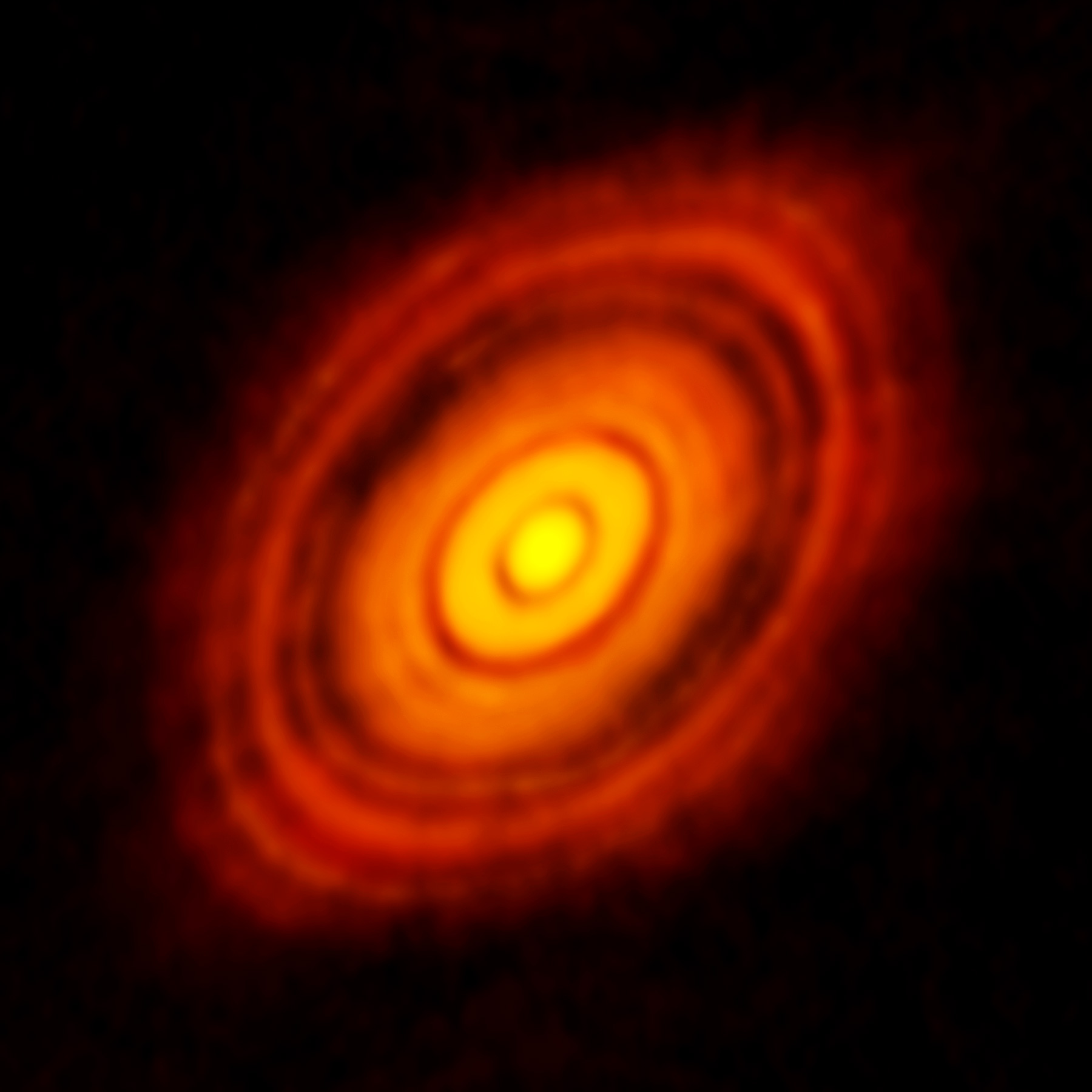
ALMA によるおうし座HL星の画像。

原始惑星系円盤（げんしわくせいけいえんばん、英: protoplanetary disk） は、新しく形成された恒星、おうし座T型星やハービッグAe/Be型星を取り囲む濃いガスと塵からなる回転する星周円盤である。ガスやその他の物質は円盤の内縁から恒星の表面へ向かって落下しているため、原始惑星系円盤は恒星自身への降着円盤と捉えることもできる。この過程は、惑星が形成される際に起きていると考えられる降着過程とは異なるものである。外部から照らされて光蒸発を起こしている原始惑星系円盤は proplyd と呼ばれる。
2018年7月には、PDS 70b と名付けられた誕生したばかりの太陽系外惑星を含む原始惑星系円盤の画像が初めて撮影されたことが報告された。

## 形成と進化

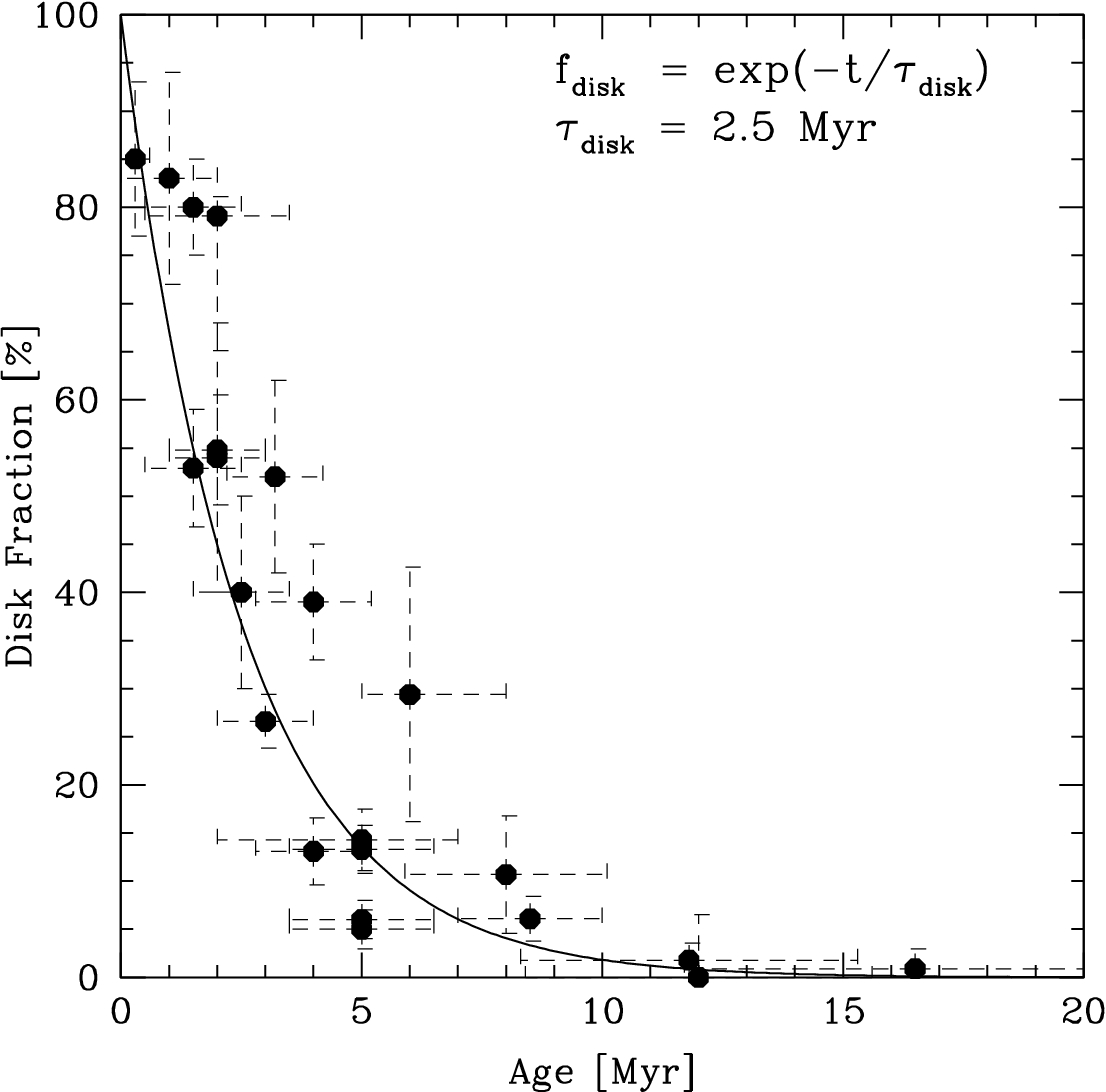
原始惑星系円盤を持つ兆候を示す恒星の割合を恒星の年齢の関数として示した図 (横軸の単位は百万年)。図で示されているのは近傍の若い星団やアソシエーションにある天体である。

原始星は、水素分子を主成分とする分子雲から形成される。分子雲の一部分がある臨界のサイズ、質量 (ジーンズ質量)、密度に到達すると、自身の重力によって収縮を開始する。この過程は重力収縮と呼ばれる。収縮していく分子雲の密度が高くなると、元々分子雲中に存在していたガスのランダムな運動が、分子雲が持つ正味の角運動量の方向へ向かって平均化されていく。角運動量は保存するため、星雲の半径が収縮するにつれて回転は速くなっていく。この回転のため、生地から平坦なピザが作られるように、星雲は平坦になり円盤が形成される。これは、公転運動による向心加速度は恒星からの重力に対して動径方向にのみ対抗するが、鉛直方向への収縮に対しては星雲は対抗できないために起きる現象である。その結果として、鉛直方向にはガスの圧力によって支えられた薄い円盤が形成される。この初期の収縮はおよそ10万年かかる。その後恒星は同じ質量の主系列星と同程度の表面温度に到達し、目に見えるようになる。
このような状態になったのがおうし座T型星である。恒星へのガスの降着はその後円盤が消失するまでの1000万年にわたって継続する。円盤の消失は、若い恒星からの恒星風によって吹き飛ばされるか、あるいは単に降着が終了して放射がなくなることによって起きると考えられる。発見されている中で最も年老いた原始惑星系円盤は2500万歳である。

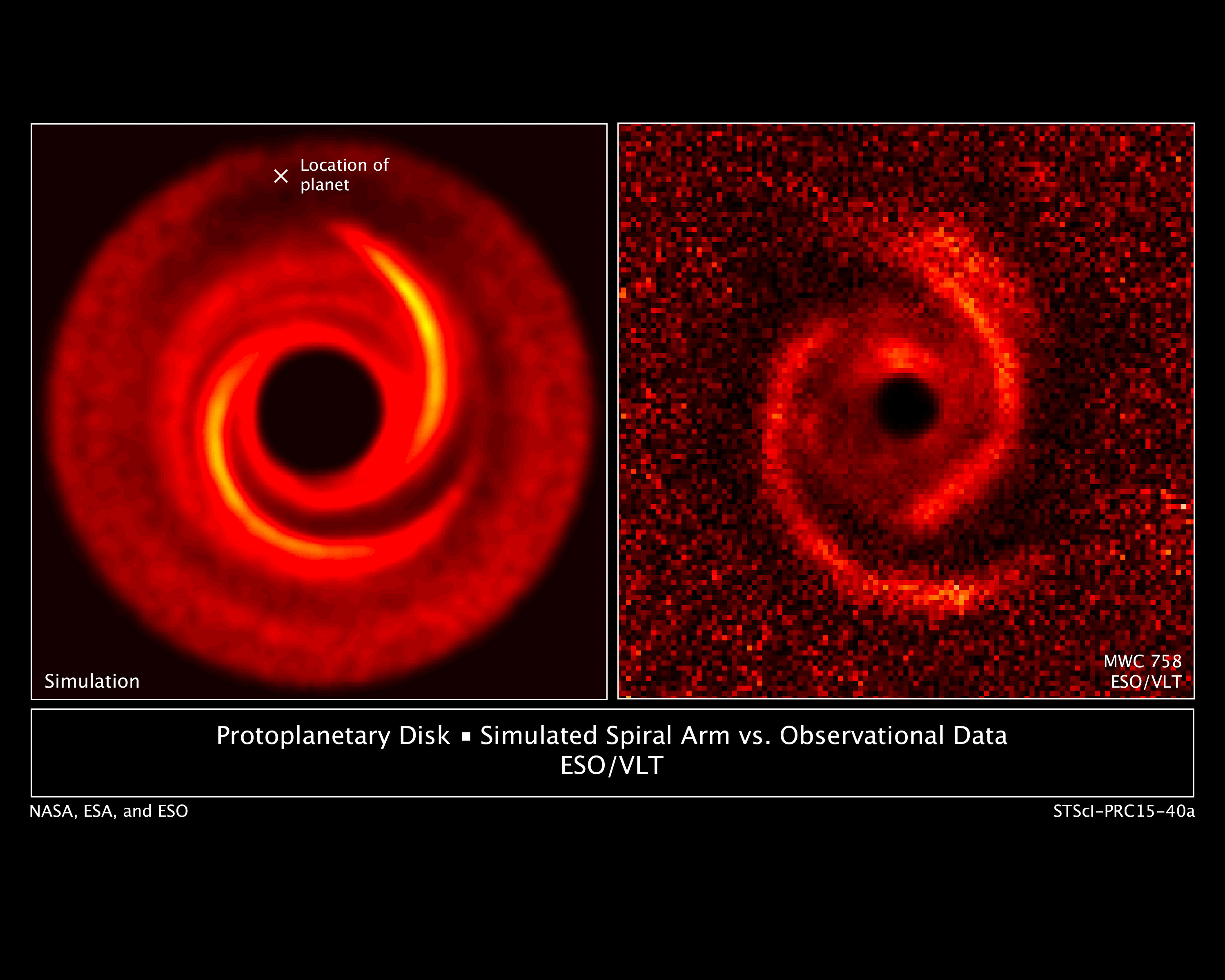
シミュレーションによる原始惑星系円盤内の渦状腕 (左) と観測データ (右)。

おうし座T型星の周りにある原始惑星系円盤は、そのサイズや温度という点で近接連星系の主星を取り囲む円盤とは異なる。原始惑星系円盤の半径は最大で1000天文単位 (au) であり、その最も内側部分だけが 1000 K を超える温度になる。円盤はしばしばジェットを伴う。
原始惑星系円盤は銀河系内のいくつかの若い恒星の周りで観測されている。ハッブル宇宙望遠鏡による観測では、オリオン大星雲の中で proplyd や原始惑星系円盤が形成されていることが示されている。
原始惑星系円盤は薄い構造をしていると考えられ、その典型的な垂直方向の高さは半径よりもずっと小さい。また典型的な円盤の質量は中心の若い恒星よりもずっと小さい。
典型的な原始惑星系円盤の質量の大部分はガスが占めるが、その進化にはダスト粒子の存在が大きな役割を果たす。ダスト粒子は円盤の中心面を外部からの高エネルギー放射から遮蔽し、磁気回転不安定性 (MRI) が働かないデッドゾーンと呼ばれる領域を作る。これらの円盤はプラズマの乱流外層を持ち、広範囲の静穏なデッドゾーンを取り囲んでいる構造を持つと考えられている。円盤の中心面にあるデッドゾーンはその中を通過する物質の流れを遅くし，円盤が定常状態に到達するのを妨げる。

## 惑星系

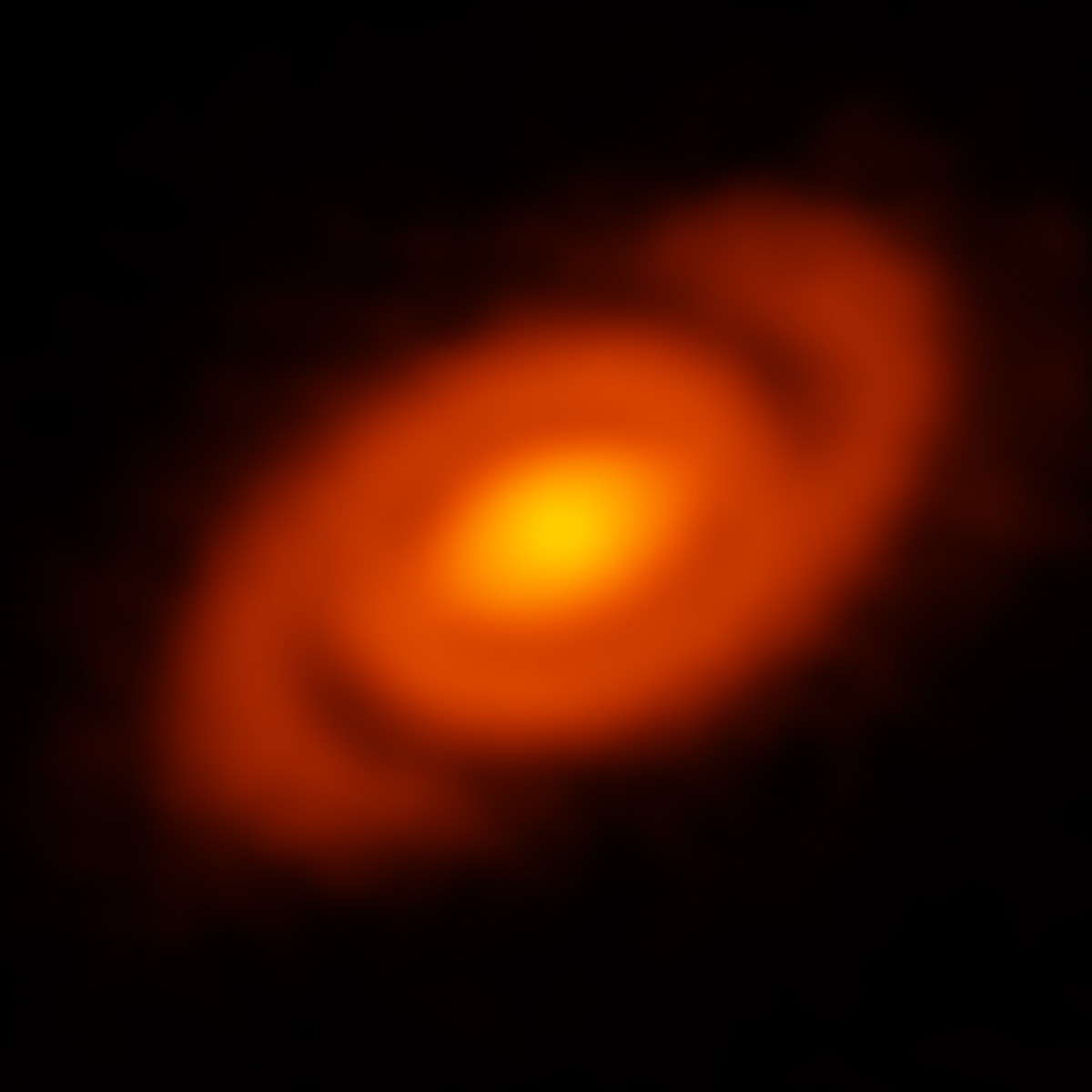
450光年先に位置する若い恒星 Elias 2-27 を取り囲む原始惑星系円盤。

太陽系形成の星雲説は、原始惑星系円盤がどのように惑星系へと進化すると考えられるかを記述する。静電気力と重力相互作用は、円盤内のダストと氷の粒子を微惑星へと降着させると考えられる。この過程は、ガスを系から放出させようとはたらく恒星風、物質を中心のおうし座T型星へと降着させようとする重力および内部応力 (粘性) と競合する。微惑星は地球型惑星と巨大惑星双方の材料となる。
木星、土星、天王星の衛星のいくつかは、原始惑星系円盤に類似した、より小さい周惑星円盤の中で形成されたと考えられている。惑星が黄道面に揃った軌道を持っているのは、惑星や衛星が幾何学的に薄い、ガスと塵が豊富な円盤の中で形成されたからだと考えられる。太陽系の形成から数千万年後、太陽系の内側数 au の領域には多数の月から火星サイズの天体が形成されており、それらが合体して成長することによって現在我々が見ている地球型惑星が形成された。地球の月は、太陽系が形成されてからおよそ3000万年後に原始地球に火星サイズの原始惑星が衝突することによって形成されたと考えられている。

## デブリ円盤

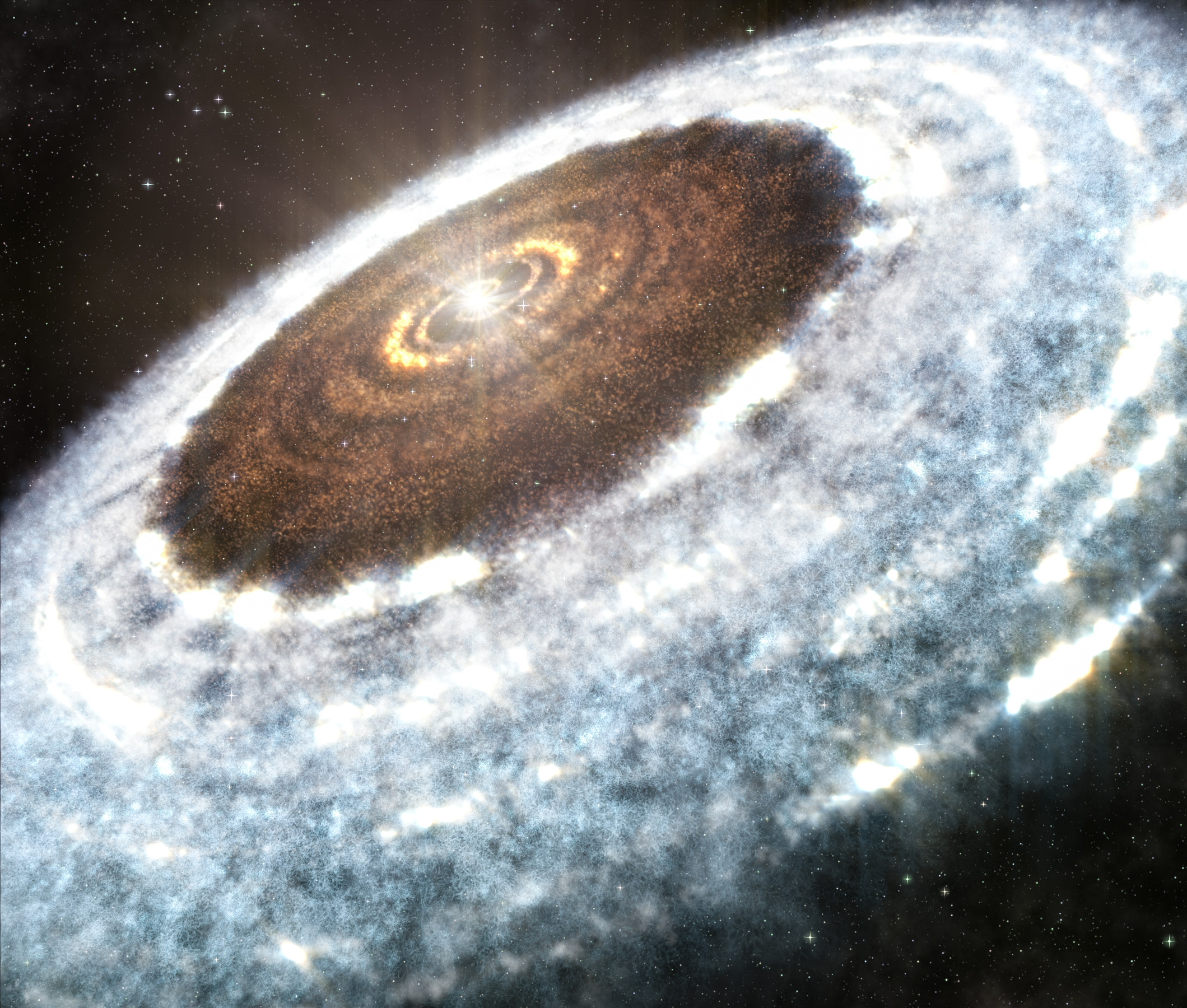
若い恒星 V883 Orionis まわりの水のスノーラインの想像図。

多数の近傍の恒星の周りで、星周ダストのガスが欠乏した円盤が発見されており、これらの大部分は年齢が1000万年 (例：がか座ベータ星、へびつかい座51番星) から数億年 (例：くじら座タウ星) の範囲にある。このような系はしばしばデブリ円盤と呼ばれる。デブリ円盤を持つ恒星は年老いており、また恒星の周りのマイクロメートルサイズのダスト粒子の寿命はポインティング・ロバートソン効果や衝突、放射圧の影響で短いため (典型的には数百年から数千年)、デブリ円盤に存在するダスト粒子は微惑星や小惑星、彗星の衝突に由来するものであると考えられる。ベガやかんむり座アルファ星、フォーマルハウトなどの周りで発見されているデブリ円盤はおそらくは「原始惑星系」ではないものの、小惑星帯やエッジワース・カイパーベルトに似た構造における微惑星同士の衝突が塵を生成していることを示している。

## 生命の起源との関連
最近のコンピュータシミュレーションに基づくと、生命に必要な複雑な有機化合物は地球が形成される前に太陽の周りの宇宙塵の原始惑星系円盤内で形成された可能性がある。同じ過程は太陽系だけではなく、惑星を持つ他の恒星の周りでも発生している可能性がある。

## ギャラリー

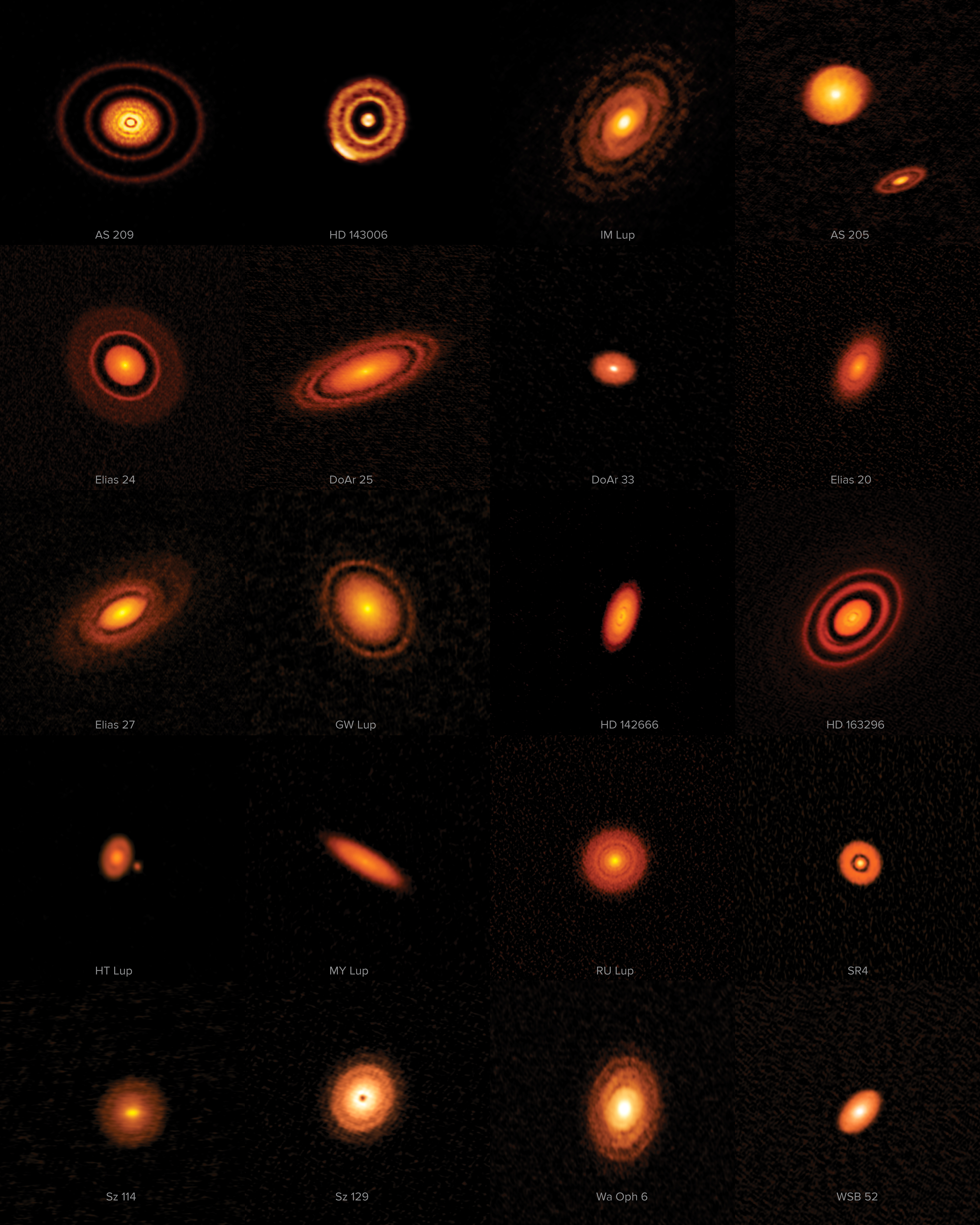
高角度分解能観測プロジェクト (DSHARP) によって捉えられた20個の原始惑星系円盤の画像[28]。
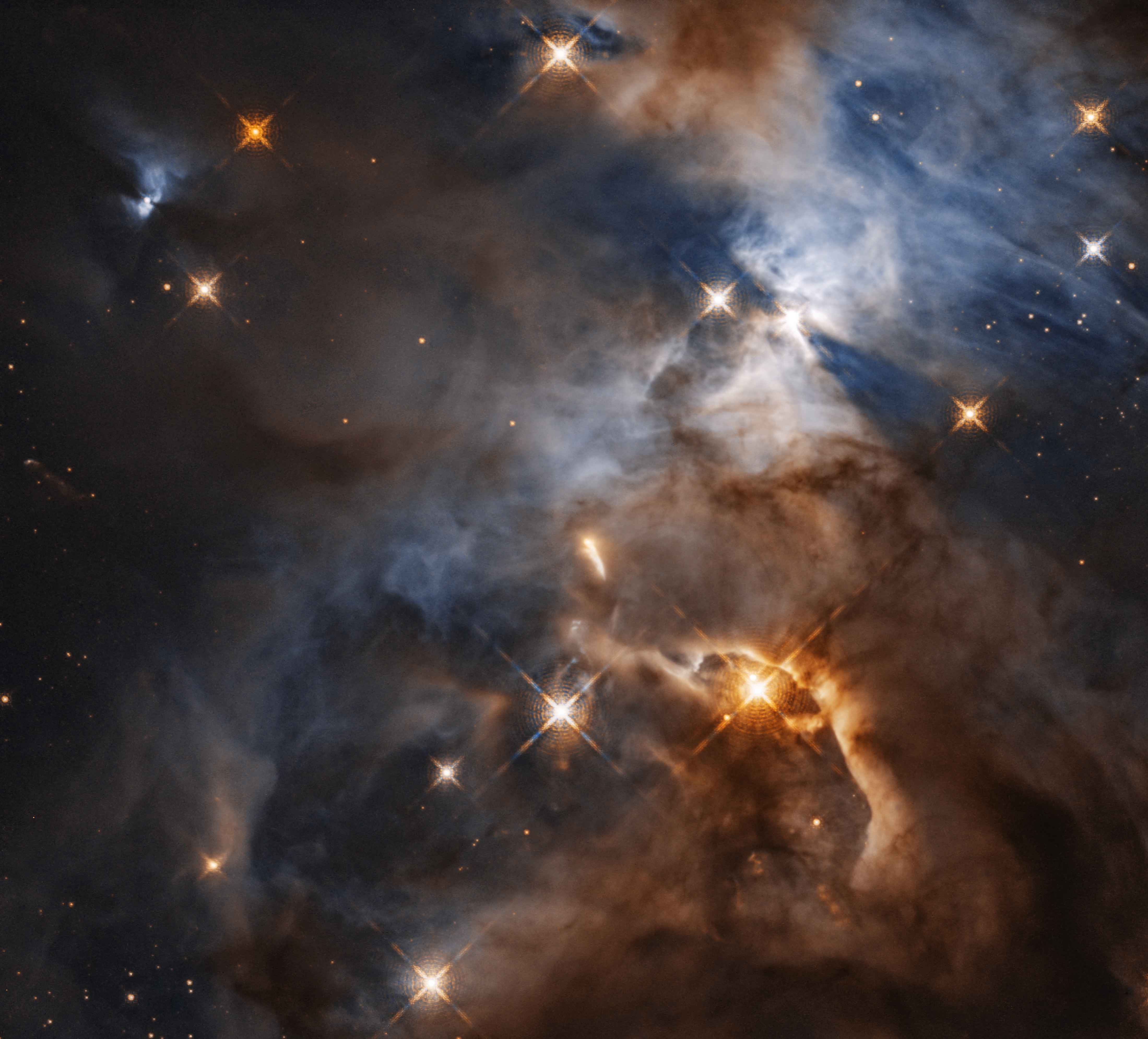
星雲内の恒星 HBC 672 を取り囲む原始惑星系円盤によって作られた影[29]。
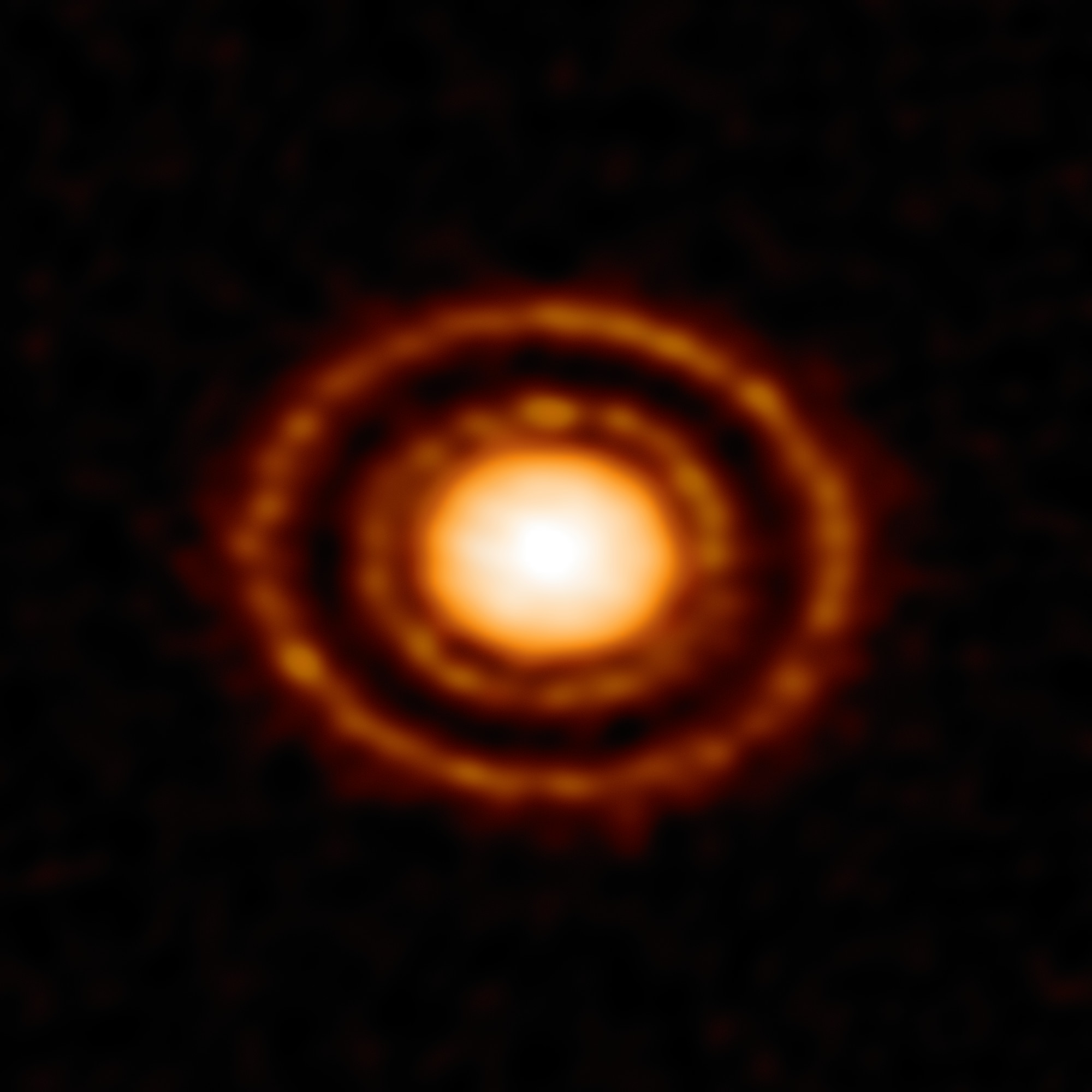
へびつかい座星形成領域の中にある原始惑星系円盤 AS 209[30]。
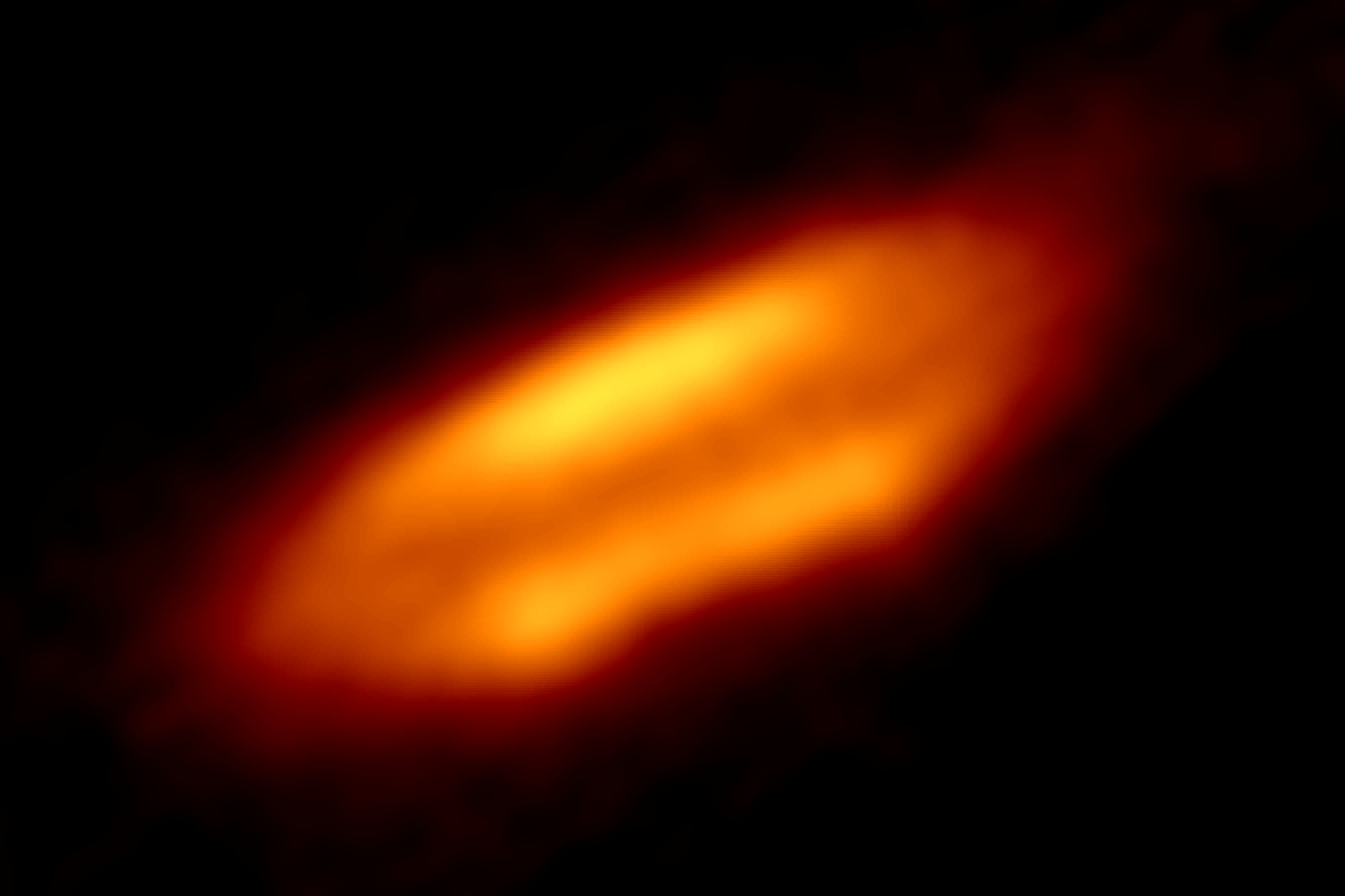
HH 212 の原始惑星系円盤[31]。
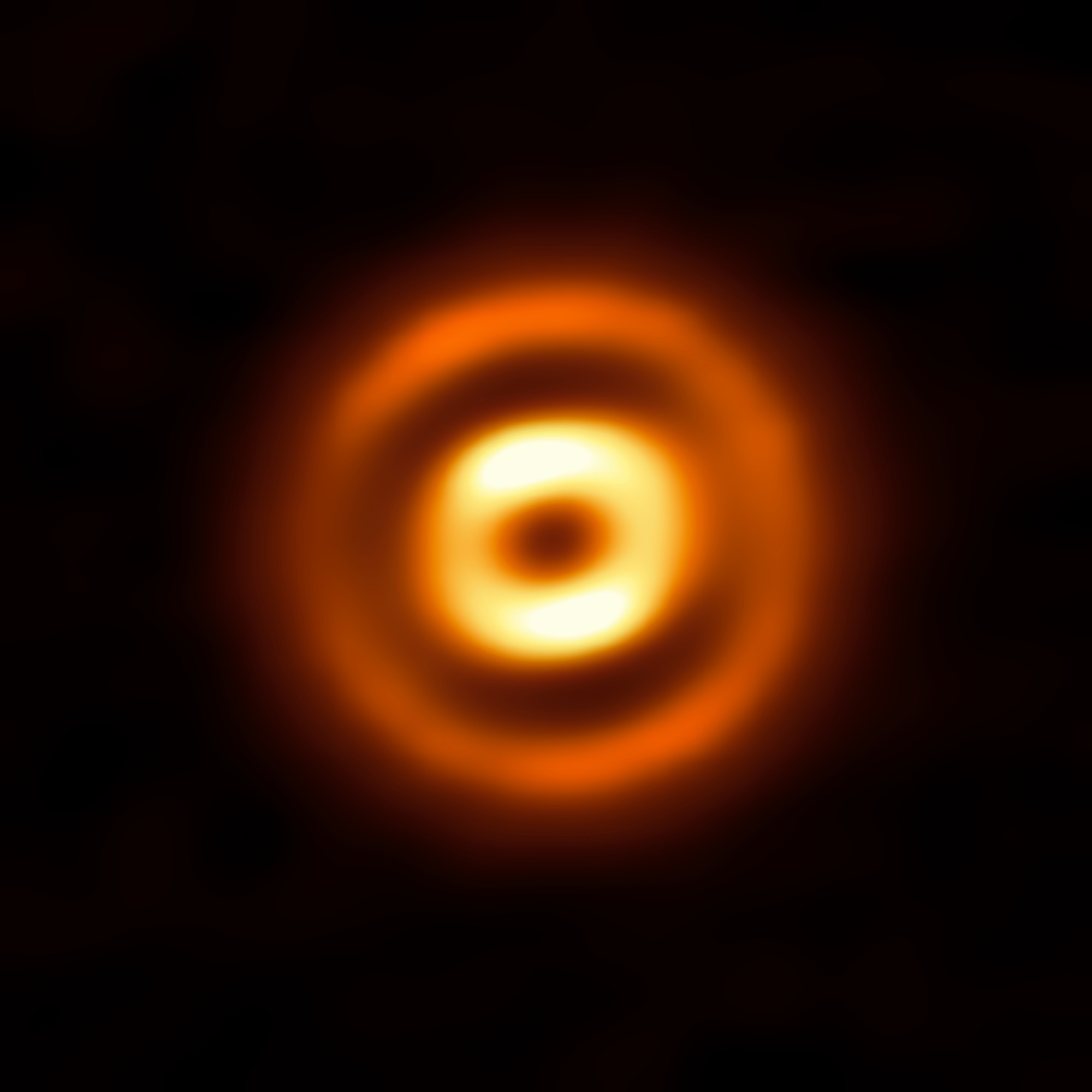
原始惑星系円盤内の塵を観測することで、科学者は惑星形成の最初の段階を調べることができる[32]。
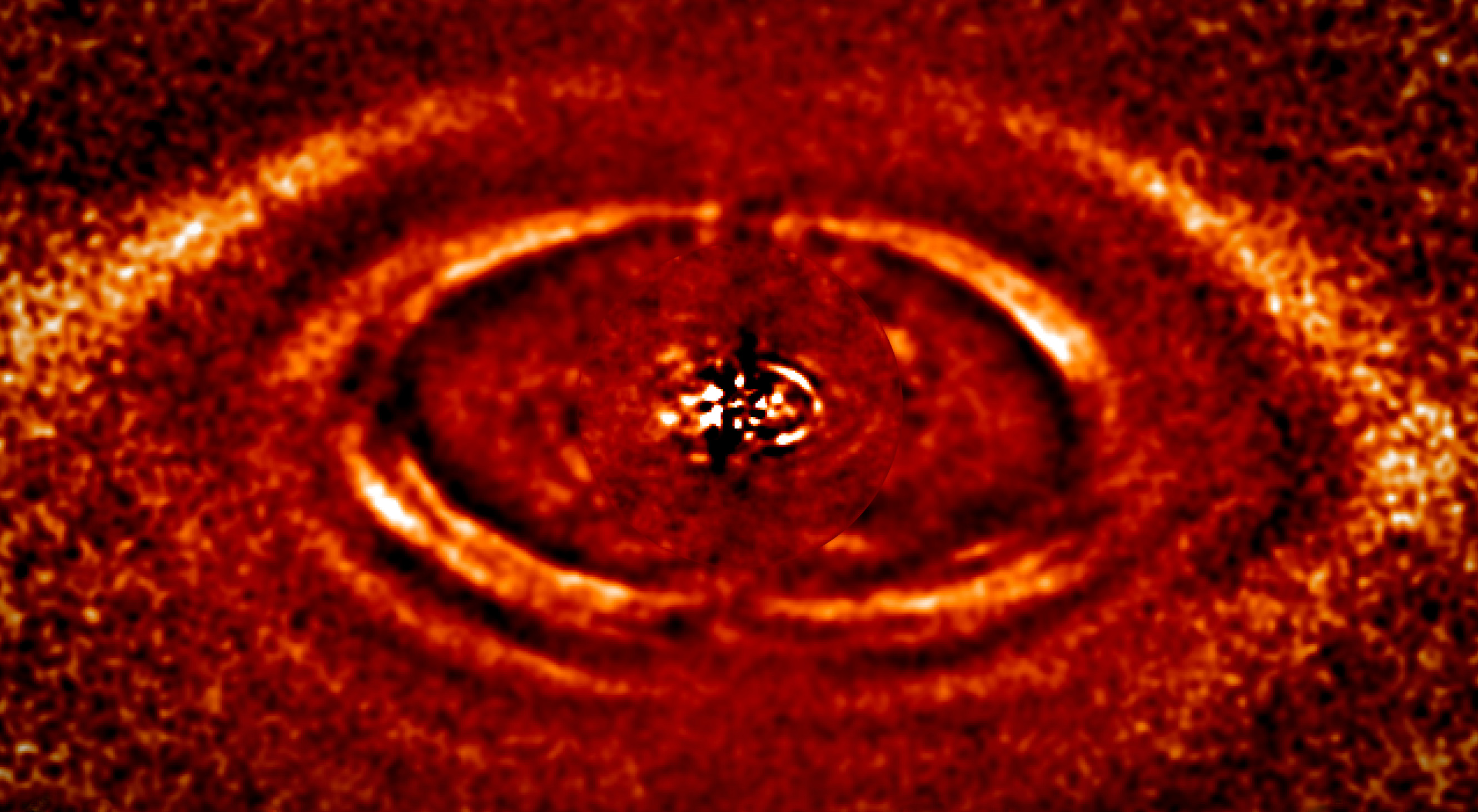
370光年の位置にある若い恒星 HD 141569（英語版） の周りにある同心円状の円盤[33]。
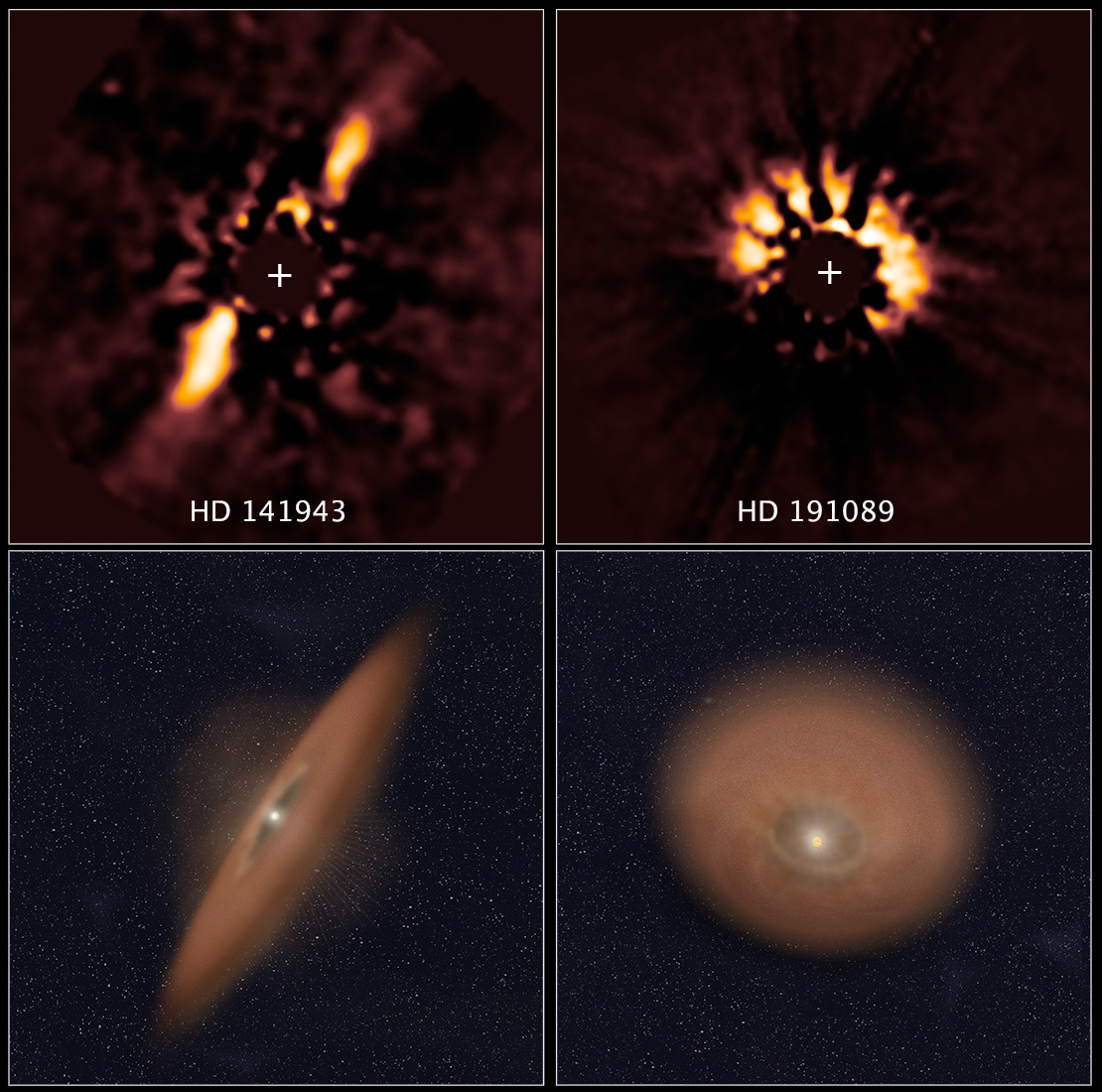
若い恒星 HD 141943 と HD 191089 のハッブル宇宙望遠鏡による画像で検出されたデブリ円盤。上が観測画像、下が幾何学的配置[34]。
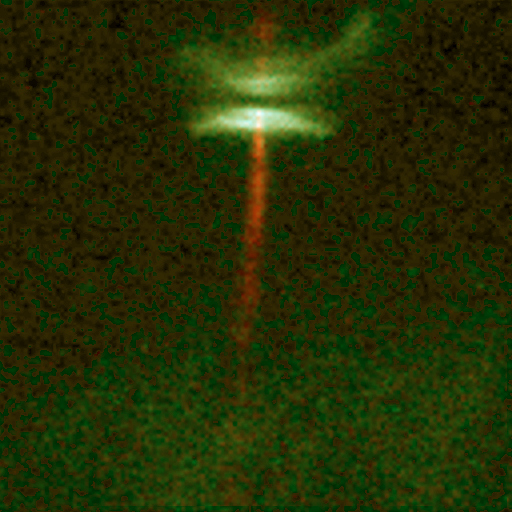
おうし座にある HH-30 の原始惑星系円盤。円盤は赤っぽいジェットを放出している。
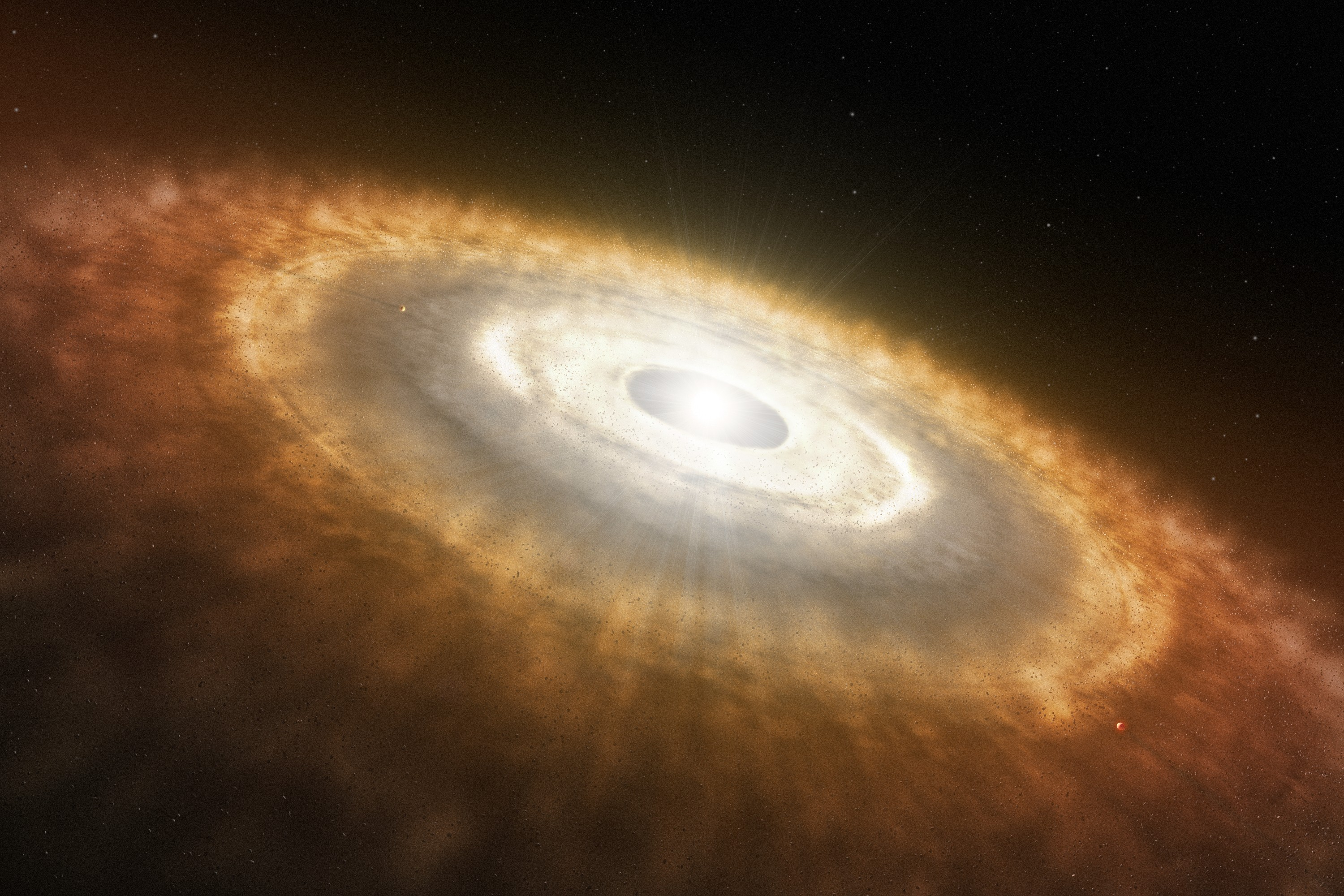
原始惑星系円盤の想像図。
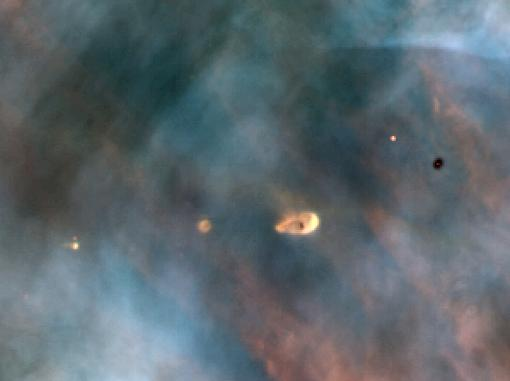
オリオン大星雲内の proplyd。
- おうし座HL星のような若い恒星周りの円盤の進化を示した動画 (想像図)。